# OPA (musikgrupp)
OPA! är en svensk musikgrupp som medverkade i melodifestivalen 2012
Gruppen består av sex medlemmar som spelar folkpop med grekiska influenser.
- Michael Sideridis, sång
- Thor Ahlgren, bouzouki, säckpipa
- Johan Ohlsson, dragspel
- Emil Sjunnesson, slagverk
- Andreas Rudenå, gitarr
- Martin Eriksson, kontrabas

Gruppen etablerades 2008 under en av kompositören Jonas Forssells temakvällar vid Malmö Opera.

## Konserter
- Melodifestivalen Malmö 2012
- Radio P4 Livespelning, och månadens band 2012
- Malmö festivalen, ett flertal gånger

## Utgivna CD
- Tills du kan sjunga med, 2012
- O Apokliros 2009